# Heliophanus patellaris
Heliophanus patellaris är en spindelart som beskrevs av Simon 1901. Heliophanus patellaris ingår i släktet Heliophanus och familjen hoppspindlar. Inga underarter finns listade i Catalogue of Life.